# Beuvrigny
Beuvrigny – miejscowość i gmina we Francji, w regionie Normandia, w departamencie Manche.
Według danych na rok 1990 gminę zamieszkiwały 93 osoby, a gęstość zaludnienia wynosiła 14 osób/km² (wśród 1815 gmin Dolnej Normandii Beuvrigny plasuje się na 793. miejscu pod względem liczby ludności, natomiast pod względem powierzchni na miejscu 747.).